# 茨城県道42号笠間つくば線

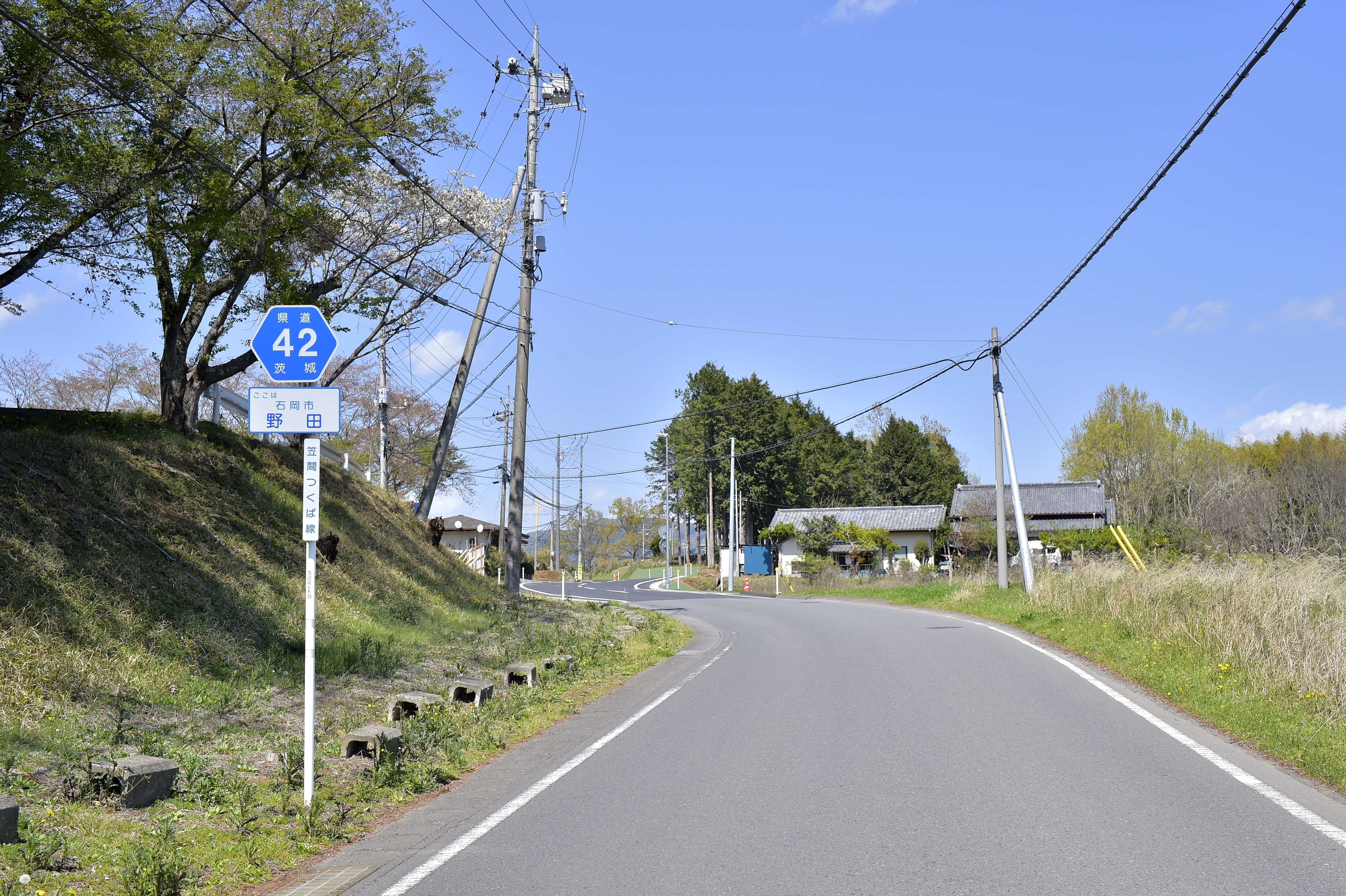
茨城県道42号笠間つくば線
石岡市野田（2023年4月）

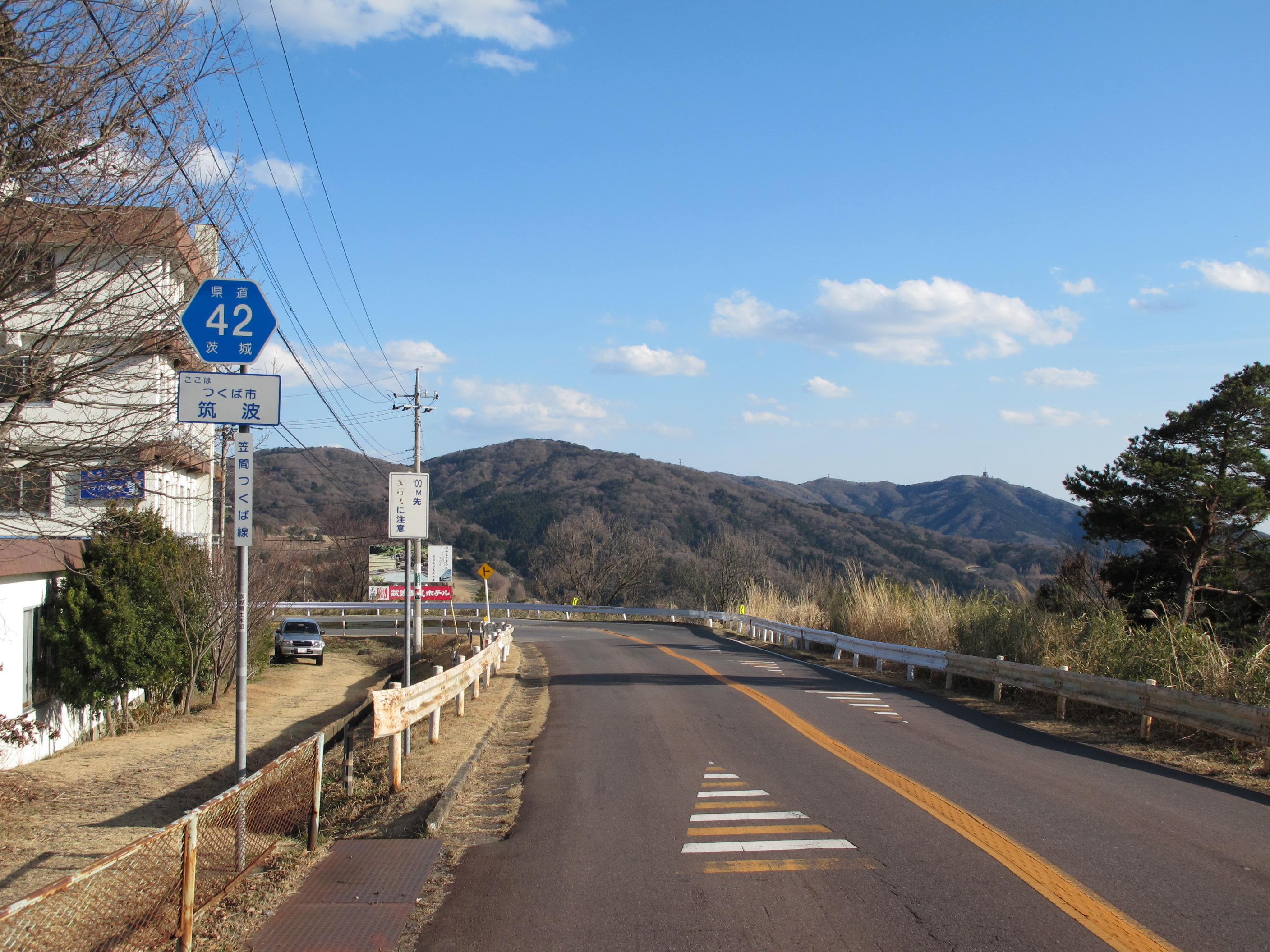
つくば市筑波（2014年3月）

茨城県道42号笠間つくば線（いばらきけんどう42ごう かさまつくばせん）は、茨城県笠間市からつくば市に至る県道（主要地方道）である。

## 概要
笠間市下市毛の国道355号より分岐南下し、道祖神峠を越えて石岡市柿岡の市街地を経由し、さらに筑波連山の風返峠を越えてつくば市国松の茨城県道14号筑西つくば線に至る延長約40 kmの路線である。
本路線のうち笠間市側の山麓部より道祖神峠を越えて石岡市小見地区までの区間は、通称「フルーツライン」と呼ばれる土浦市から八郷盆地を縦断して笠間市間を結ぶ広域道路の一部を構成している。

### 路線データ
- 起点：茨城県笠間市下市毛581番1地先（国道355号交点＝八軒町交差点）[1]
- 終点：茨城県つくば市国松字中道3015番2（茨城県道14号筑西つくば線＝国松北交差点）[2]
- 重要な経過地：（旧）新治郡八郷町（現石岡市）[3]
- 総延長：39.886 km[4]
- 重用延長：0.329 km[4]
- 未供用延長：なし[4]
- 実延長：39.557 km[4]
- 自動車交通不能区間延長[注釈 1]：2.590 km[4]

## 歴史
1982年（昭和57年）11月1日、前身にあたる県道小見笠間線（整理番号176、新治郡八郷町大字小見 - 笠間市）、県道瓦谷柿岡線（整理番号167、八郷町大字瓦谷 - 同町大字柿岡）、県道八郷筑波線（整理番号164、八郷町 - 筑波郡筑波町）を路線廃止・統合して、新たな路線として主要地方道笠間筑波線（当時）として路線認定された。1995年（平成7年）の整理番号の再編成を機に、路線名称と整理番号の変更して主要地方道笠間筑波線（整理番号42）となり現在に至る。

### 年表
- 1959年（昭和34年）10月14日：
現在の路線の前身にあたる一般県道として、八郷筑波線（図面対照番号105）、瓦谷柿岡線（図面対照番号108）、小見笠間線（図面対照番号117）が茨城県より路線認定される[6]。
- 1982年（昭和57年）11月1日：
  - 現在の路線が県道笠間筑波線（整理番号60）として路線認定される[3]。
  - 道路の区域を、笠間市大字下市毛（国道355号） - 筑波郡筑波町大字国松（主要地方道下館筑波線）に指定[1]。
  - 同時に、前身路線にあたる筑波公園線（整理番号25）、八郷筑波線（整理番号164）、瓦谷柿岡線（整理番号167）、小見笠間線（整理番号176）が廃止される[5]。
- 1993年（平成5年）5月11日 - 建設省から、県道笠間筑波線が笠間つくば線として主要地方道に指定される[7]。
- 1995年（平成7年）3月30日：路線名と整理番号が、現在の県道笠間つくば線（整理番号42）に変更される[8]。
- 2002年（平成14年）10月15日：終点・つくば市大字国松のバイパスの道路区域 (260m) が決定[9]。
- 2007年（平成19年）4月1日：笠間市北吉原地内の一部区間を通行する車両の高さの最高限度4.1mの道路に指定[10]。
- 2009年（平成21年）3月30日：現終点付近の、つくば市国松の新道（約0.2 km）を供用開始[11]。
- 2012年（平成24年）5月21日：つくば市国松地内の旧・終点付近の旧道 (245m) が指定解除され、つくば市道に降格。終点が現在地に移る[2]。

## 路線状況
笠間市 - 石岡市間の道祖神峠越え区間は対向2車線となっており、急勾配のうえ深いカーブが多く2輪車通行禁止の規制が敷かれている。
石岡市内はセンターラインのない幅員狭小区間が多いが、八郷盆地内で並行する広域農道フルーツラインが、本県道のバイパスの役目を果たしている。
石岡市小幡の筑波山麓から筑波山中腹の風返峠にかけては大型車通行止の幅員狭小急勾配区間が続き、路面はコンクリート舗装で道の両側には蓋が無い深い側溝があるなど、走行には十分注意が必要である。
風返峠では、筑波連山の尾根沿いに延びる茨城県道236号筑波公園永井線（筑波パープルライン、旧・筑波スカイライン及び表筑波スカイライン）と交差する。筑波山神社前を通り西麓のつくば市国松方面へ下る区間は、筑波山登山や筑波山神社へアクセスする観光道路として利用されている。

### 重複区間
- 茨城県道109号稲田友部線（笠間市北吉原 - 本戸）
- 茨城県道140号西小塙石岡線（石岡市小見 - 瓦谷）
- 茨城県道64号土浦笠間線（石岡市柿岡 地内）
- 茨城県道7号石岡筑西線（石岡市柿岡 地内）
- 茨城県道150号月岡真壁線（石岡市小幡 地内）
- 茨城県道139号筑波山公園線（つくば市筑波 地内）

### 道路施設
- 吉原橋（涸沼川、笠間市下市毛 - 南吉原）
- 高友橋（恋瀬川、石岡市柿岡）
- 白滝橋（つくば市筑波）
- 桜山橋（逆川、つくば市筑波）
- 東山橋（又次沢、つくば市筑波）
- 筑波大橋（千寺川、つくば市筑波）
- 筑波歩道橋（つくば市筑波） - つくば道（筑波山神社参道）

## 地理
本県道が通過する地域は、八溝山地の最南部の筑波山地（筑波山塊）にかかっており、笠間市 - 石岡市間の道祖神峠（標高310m）と、石岡市（旧八郷町） - つくば市間の風返峠（標高412m）の2つ峠と、八郷盆地、筑波山地麓の丘陵地帯を通る。盆地内は比較的平坦ではあるが、峠越えは前述のとおり急斜面・急勾配の区間がある。筑波山地とその周辺丘陵地帯は水郷筑波国定公園および、笠間・吾国愛宕県立自然公園に指定されており、緑の多い自然豊かな地域にある。八郷盆地内の沿線は、梨・栗・柿・ブドウなどの果樹園や観光農園が多数ある。

### 通過する自治体
- つくば市
- 石岡市
- 笠間市

### 交差する道路
- 国道355号（笠間市下市毛・八軒町交差点、起点）
- 国道355号笠間バイパス（笠間市下市毛）
- 茨城県道109号稲田友部線（笠間市北吉原）
- 茨城県道109号稲田友部線（笠間市本戸）
- 茨城県道140号西小塙石岡線（石岡市小見）
- 茨城県道140号西小塙石岡線（石岡市瓦谷）
- 茨城県道64号土浦笠間線（石岡市柿岡）
- 茨城県道7号石岡筑西線（茨城県道64号土浦笠間線 重複）（石岡市柿岡）
- 茨城県道7号石岡筑西線（石岡市柿岡）
- 茨城県道150号月岡真壁線（石岡市小幡）
- 茨城県道150号月岡真壁線（石岡市小幡）
- 茨城県道236号筑波公園永井線 筑波パープルライン（石岡・つくば市境 風返し峠交差点）
- 茨城県道139号筑波山公園線（つくば市筑波）
- 茨城県道139号筑波山公園線（つくば市筑波）
- 茨城県道14号筑西つくば線・茨城県道214号沼田下妻線（つくば市国松、終点）

### 沿線にある施設など
- 筑波山神社（つくば市筑波）
- 筑波山
- 善光寺楼門（石岡市太田）
- 芸術の村（笠間市下市毛）
  - 春風萬里荘